# 眠狂四郎勝負
『眠狂四郎勝負』（ねむりきょうしろうしょうぶ）は、1964年1月9日公開の時代劇映画。三隅研次監督、市川雷蔵主演による時代劇第2弾。

## 配役
- 市川雷蔵 : 眠狂四郎
- 藤村志保 : 采女
- 高田美和 : つや
- 久保菜穂子 : 高姫
- 成田純一郎 : 増子紋之助
- 丹羽又三郎 : 神崎三郎次
- 五味龍太郎 : 榊原喜平太
- 戸田皓久 : 海老名良範
- 須賀不二男 : 白鳥主膳
- 浜田雄史 : 赤座軍兵衛
- 加藤嘉 : 朝比奈伊織

## スタッフ
- 美術 : 内藤昭
- 編集 : 菅沼完二

## 併映作品
- 『温泉女医』 : 木村恵吾監督

## 市川雷蔵主演 眠狂四郎シリーズ
- 眠狂四郎殺法帖（1963年11月2日公開) 監督：田中徳三
- 眠狂四郎勝負（1964年1月9日公開）監督：三隅研次
- 眠狂四郎円月斬り（1964年5月23日公開）監督：安田公義
- 眠狂四郎女妖剣（1964年10月17日公開）監督：池広一夫
- 眠狂四郎炎情剣（1965年1月13日公開）監督：三隅研次
- 眠狂四郎魔性剣（1965年5月1日公開）監督：安田公義
- 眠狂四郎多情剣（1966年3月12日公開）監督：井上昭
- 眠狂四郎無頼剣（1966年11月9日公開）監督：三隅研次
- 眠狂四郎無頼控 魔性の肌（1967年7月15日公開）監督：池広一夫
- 眠狂四郎女地獄（1968年1月13日公開）監督：田中徳三
- 眠狂四郎人肌蜘蛛（1968年5月1日公開）監督：安田公義
- 眠狂四郎悪女狩り（1969年1月11日公開）監督：池広一夫